# داريوس أوغدن ميلز
داريوس أوغدن ميلز (بالإنجليزية: Darius Ogden Mills)‏ هو مصرفي أمريكي، ولد في 25 سبتمبر 1825 في نورث سالم في الولايات المتحدة، وتوفي في 3 يناير 1910 في ميلبراي في الولايات المتحدة.